# Apagón de Ledesma de 1976
El apagón de Ledesma de 1976, más conocido como la Noche del Apagón, fue un plan criminal y de terrorismo de Estado perpetrado durante una serie de cortes del suministro eléctrico de la usina de Libertador General San Martín, en la provincia de Jujuy (Argentina), los cuales fueron producidos intencionalmente por la dictadura cívico-militar (1976-1983).
El plan de secuestro y exterminio fue ejecutado entre el 20 y 27 de julio de ese año por los militares con el objetivo de capturar unas cuatrocientas personas en la pequeña ciudad de Ledesma (cuyo nombre oficial es Libertador General San Martín), en la provincia de Jujuy.
Entre las víctimas había trabajadores del Ingenio Ledesma (entre ellos todos los sindicalistas) y algunos estudiantes.

## Apagones y terror
El primer corte del suministro eléctrico se produjo el 20 de julio de 1976 a la medianoche en Libertador General San Martín y Calilegua. Testimonios de vecinos que vivieron los hechos han relatado que al momento del corte de luz se habían imaginado que se trataba de un corte común, para reparar alguna instalación eléctrica o producto de un desperfecto. Pero cuando la gente comenzó a escuchar ruidos de frenadas, arrancones bruscos de autos, personas que abrían puertas a patadas y gritos de la gente, los pobladores se percataron de que el pueblo de Ledesma estaba viviendo un episodio de represión y secuestro. Esa noche la ciudad de Libertador General San Martín  y la localidad de Calilegua fueron sitiadas por la Policía de la provincia de Jujuy, la Policía Federal, el Ejército y la Gendarmería Nacional. A las 22, se produjo, en simultáneo, un apagón total (salvo en la fábrica de la empresa Ledesma).
Según se investigó varias veces y hasta en un documental, ocultos en la oscuridad y en vehículos de la empresa, las fuerzas represivas secuestraron a 300 personas: todos fueron llevados a centros clandestinos de detención en los galpones del ingenio Ledesma, donde permanecieron atados y encapuchados
El saldo final fue de 400 personas secuestradas, de las cuales 55 aún continúan desaparecidas integrando la lista de 8961 desaparecidos por la dictadura recopilados en el informe e la CONADEP y expuesta en el libro "Nunca Más". Entre ellos no se encuentra quien fuera intendente de Ledesma en la década de 1950, el médico Luis Arédez, ya que el mismo había sido secuestrado por las fuerzas de seguridad el 24 de marzo de 1976. Su esposa Olga Arédez fue una de las personas que más se destacó en la búsqueda de los responsables del hecho. Pero murió en el 2005 a causa de una supuesta bagazosis, una enfermedad que se manifiesta en personas expuestas a los polvos de la caña de azúcar enmohecida, contaminación producida por la fábrica de azúcar Ledesma.

## Vinculación con la empresa Ledesma
Muchos vecinos que vivieron este hecho como también sobrevivientes testificaron y posteriormente denunciaron que directivos de la empresa agroindustrial Ledesma proveyeron a los militares de personal y vehículos para la captura de personas. Se afirmó que en vehículos de la empresa Ledesma eran trasladados los detenidos, los cuales quedaban detenidos en las comisarías y luego eran trasladados a los dos centros clandestinos de detención de la provincia de Jujuy:
el de la aldea de Guerrero (a 18 km al oeste de San Salvador de Jujuy);
la jefatura de policía de la provincia de Jujuy, en San Salvador de Jujuy.
Allí lo tuvieron al menos un mes desaparecido.
Olga Arédez (esposa del pediatra Luis Arédez, quien fue intendente de Ledesma en 1973) la vinculó directamente en el secuestro de personas:

Mi marido fue cargado en la parte trasera de una camioneta con el logotipo de la Empresa Ledesma impreso en las puertas de dicho vehículo. La camioneta era conducida por un empleado de la propia empresa (...) Posteriormente me entrevisté con el administrador del Ingenio Ledesma, el ingeniero Alberto Lemos. Él admitió que la empresa había puesto sus móviles a disposición de la acción conjunta llevada a cabo por las fuerzas armadas, en sus palabras, «para limpiar al país de indeseables». También aseguró que mi esposo, debido a su actividad como asesor médico de los obreros, había resultado muy perjudicial para los intereses económicos de la empresa Ledesma.
Testimonio de Olga Arédez.

En esa época el ingenio Ledesma era el encargado de la distribución de la electricidad, lo que ha sido acreditado en la causa judicial en la cual se investiga la responsabilidad de Blaquier. Algunos detenidos-desaparecidos habían tenido relación con la empresa en años anteriores, como fue el caso de Arédez, que había sido trabajador en la empresa y se habría enfrentado con los jefes de la firma para exigir mejores condiciones sanitarias para los trabajadores de Ledesma. Su gestión de trabajador en Ledesma duró un año, ya que lo echaron el 1 de octubre de 1959. Así como el doctor Arédez varios de los secuestrados tenían vinculaciones con la empresa.

### Investigación judicial de responsabilidad de directivos del ingenio Ledesma
El 26 de abril de 2012 el fiscal federal de la provincia de Jujuy, Domingo Batule mandó a realizar dos allanamientos a dependencias de la empresa; el fiscal ordenó la indagatoria de Carlos Pedro Blaquier (presidente del ingenio Ledesma desde 1970), siendo citado el 11 de mayo a declarar el 17 del citado mes, en el marco de una causa que investiga violaciones a los derechos humanos acontecidos durante el autodenominado Proceso de Reorganización Nacional, la dictadura cívico-militar-eclesiástica (1976-1983). El juez Fernando Poviña le prohibió salir de Argentina al empresario del ingenio jujeño, además mandó a detener a cuatro policías que habrían estado implicados en la noche del apagón.
El 19 de mayo del mismo año la querella confirmó que solicitaría la captura internacional de Blaquier, si se hubiere confirmado oficialmente el rumor de que había salido del país, rumor que fue luego desmentido.
Blaquier se quedó en el país y se sometió a indagatoria, declarándose inocente tanto a título personal como en su rol de presidente de la firma. Dijo que era víctima de una persecución de parte de organizaciones sociales que “más que aportar pruebas se empeñan en criticar públicamente su pensamiento político”.
Finalmente Blaquier fue procesado como cómplice en primer grado de la privación ilegal de la libertad agravada de 29 personas el 16 de noviembre de 2012. Además fue procesado el gerente administrativo de la empresa Ledesma, Alberto Lemos, en calidad de partícipe secundario. El auto de procesamiento también mencionaba las relaciones de Blaquier con José Alfredo Martínez de Hoz, los créditos que beneficiaron a Ledesma y las políticas de liquidación de los ingenios azucareros del norte del país que habrían servido para concentrar la industria en Salta y de Jujuy.
En marzo de 2015, la Cámara Federal de Casación Penal, por unanimidad, revocó los procesamientos de Carlos Pedro Blaquier y Alberto Lemos, y dictó la falta de mérito de ambos, entendiendo que de ninguna manera se había logrado acreditar cualquier tipo de participación de los imputados en los hechos investigados. El juez Gustavo Hornos expresó que:

No existe el mérito que un auto de procesamiento requiere para sostener que los imputados se habrían representado que hicieron un aporte que favoreció al hecho de que otro dolosamente haya privado ilegítimamente de la libertad a una persona.

Concretamente, el juez Hornos entendió que no está acreditado que

Los imputados se hubieran representado que los vehículos prestados serían utilizados por las fuerzas de seguridad para cometer las detenciones ilegales llevadas a cabo.

Ese razonamiento fue compartido por el juez Eduardo Riggi, mientras que su colega Juan Carlos Gemignani agregó que el préstamo de los móviles

[no constituía] la colaboración en un injusto, [pues] el destino o uso que a las camionetas se les otorgara resulta exclusivamente imputable al recipendiario, pero en ningún caso al dueño ni al representante de la empresa.

En julio de 2021, la Corte Suprema revocó la decisión de la Cámara Federal de Casación y reactivó el procesamiento de Blaquier. En esta resolución tres de los jueces de la Corte Suprema, (Rossatti, Maqueda y Highton de Nolasco)  criticaron además el accionar de la Cámara Federal con duros términos; acusando a ese tribunal de haber obstaculizado indebidamente la causa. 
Otro juez, Rosenkrantz, se apartó de esta afirmación, entendiendo que lo resuelto por la Sala IV (falta de mérito) era un estadio provisorio y que no impidió que las investigaciones continuaran: 

No se ha demostrado la configuración de una situación de gravedad institucional y la decisión apelada no genera, de modo alguno, una ruptura del compromiso con el juzgamiento de esta clase de delitos.

El restante integrante, Lorenzetti, no participó de la deliberación.
El 13 de marzo de 2023 falleció impune Carlos Pedro Blaquier sin llegar a ser juzgado por estos hechos.